# Meñaka
Meñaka è un comune spagnolo di 515 abitanti situato nella comunità autonoma dei Paesi Baschi.